# Lose It
Lose it es una canción de la banda de britpop Supergrass. Fue lanzada como un sencillo en su álbum debut I Should Coco. Oficialmente es el tercer sencillo del álbum. Sin embargo, solo fue lanzado en formato de vinilo en Estados Unidos bajo Sub Pop Records. Solo 2,500 copias fueron hechas en 1995, convirtiéndolo en una rareza, pero se cree que más copias han sido hechas en los siguientes años.
Alcanzó el puesto #75 en la lista de sencillos del Reino Unido en 1995.

## Formatos y lista de canciones
Disco de vinilo de 7''
1. "Lose It" (2:34)
2. "Caught by the Fuzz" (Acústico) (2:28)

## Vídeo musical
El vídeo de "Lose It" aparece exclusivamente en la sección de extras en el DVD de Supergrass is 10. Fue dirigido por Nick Goffey y Dominic Hawley.